# Leyla Dakhli
 (janvier 2023).
Leyla Dakhli (arabe : ليلى الدخلي), née en 1973 à Tunis, est une historienne et universitaire franco-tunisienne. Docteure et agrégée en histoire, elle est spécialiste de l’histoire intellectuelle et sociale du monde arabe contemporain.

## Parcours
Chercheuse associée à la chaire d’histoire du monde arabe contemporain au Collège de France de 2004 à 2008, Leyla Dakhli a enseigné à l’Université d’Aix-Marseille, à l'Université Paris I Panthéon-Sorbonne, et animé un séminaire sur l’histoire des journalistes à l’École des hautes études en sciences sociales.
Chargée de recherche au CNRS, elle est aujourd'hui responsable du groupe de recherche Connaissances du monde et expériences de la globalisation au Centre Marc-Bloch de Berlin. Elle dirige le programme de recherche ERC (European Research Council) DREAM - DRafting and Enacting the revolution in the Arab Mediterranean.
Membre du comité de rédaction de la revue d’histoire Le Mouvement social, de la International Review of Social History (en) et de la revue en ligne La Vie des idées, membre du conseil scientifique de la Bibliothèque universitaire des langues et civilisations, elle est aussi fondatrice de la Société européenne des auteurs, qui promeut la traduction littéraire en Europe et dans le monde, et de la plateforme pour la traduction Tlhub.
Elle a été chargée des évènements publics pour La République des idées (2009-2011), chroniqueuse aux « Matins » de France Culture (en 2011) et pour le journal Libération (en 2013-2014).
Ses sujets de recherche actuels[Quand ?] portent sur :
- L'histoire contemporaine des intellectuels arabes (1908 à nos jours).
- L'histoire sociale et culturelle des mondes arabes: mouvements, exils, langues et circulations.
- L'histoire des mouvements sociaux et des mobilisations à travers leurs répertoires d'actions et leurs circulations.

## Publications
- Histoire : Collège (collectif), éditions de la Cité, 2004  (ISBN 2844100589)
- Gouverner par la peur, coécrit avec Bernard Maris, Fayard, 2007  (ISBN 2213632871)
- Une génération d'intellectuels arabes - Syrie et Liban (1908-1940), éditions Karthala, 2009  (ISBN 2811100156)
- « Proche-Orient: foyers, frontières et fractures », Vingtième siècle, no 103, juillet-sept. (collectif), Presses de Sciences Po, 2009  (ISBN 272463134X)
- « Des engagements au féminin au Moyen-Orient (XXe – XXIe siècles) », Le Mouvement social, no 231, avril-juin (collectif), La Découverte, 2010  (ISBN 270716450X)
- L'Europe et l'Islam, la liberté ou la peur ? - Rencontres d'Averroès no 18 (collectif), Parenthèses, 2012  (ISBN 2863642715)
- Histoire du Proche-Orient contemporain, La Découverte, 2015  (ISBN 978-2707157065)
- Étudier en liberté les mondes méditerranéens. Mélanges offerts à Robert Ilbert (avec Vincent Lemire), Paris, éditions de la Sorbonne, coll. « Internationale », 2016, 592 p.  (ISBN 978-2-85944-949-0)
- Le Moyen-Orient, fin XIXe – XXe siècle, éditions du Seuil, 2016  (ISBN 978-2-7578-6197-4)
- Leyla Dakhli (dir.), L'esprit de la révolte :  archives et actualité des révolutions arabes, Paris, Seuil, 2020 (ISBN 978-2-02-145986-9)